# Saba Kidane
Saba Kidane (sinh năm 1978), là một nhà báo, nhà thơ và nhà hoạt động chính trị người gốc Eritrea (một quốc gia ở Đông Phi).
Sinh ra ở Asmara, Saba Kidane và phải bỏ học từ sớm để gia nhập Mặt trận Giải phóng Nhân dân Eritrea ở tuổi 13. Cô có cơ hội trở lại trường vào năm 1995. Nhờ vậy, cô đã trở thành một giám đốc chương trình cho đài phát thanh thanh niên và chấp nhận cuộc sống của một bà mẹ đơn thân.
Cô cũng sáng tác thơ, và hầu hết các bài thơ của cô được sáng tác trong Tigrinya. Thơ của cô đề cập đến chủ đề trẻ em, cuộc sống hàng ngày, các vấn đề xã hội và ảnh hưởng của chiến tranh đối với phụ nữ ở quốc gia Đông phi Eritrea này. Bài thơ của cô, "Tsiruy guhaf nafiqe" ("Tôi nhớ rác sạch"), khuyến khích xử lý bao cao su cẩn thận cho các cặp đôi, do nguy cơ rất lớn của việc lây truyền HIV.
Cô được đánh giá là nhà thơ phản ánh chân thực cuộc sống đường phố, tại một trong những cơ quan hiện có trụ sở tại Paris, và được coi là một nhà báo đầy quyền lực khi phản ánh về sự khốn khổ của cuộc sống thành thị, ở đó, cô thấy các số phận trẻ em ngày càng già đi bởi lao động nặng nhọc, trong khi các cặp trai gái tán tỉnh với các nguy cơ cao về HIV, còn số phận phụ nữ nghèo khổ đi xin ăn trên đường phố Asmara như những chủ đề thi ca phổ biến ở quốc gia này.
Saba Kidane đã bị từ chối visa để du lịch đến Mỹ vào năm 2001 do các vấn đề cá nhân.